# Eupithecia knautiata
Eupithecia knautiata là một loài bướm đêm trong họ Geometridae.